# 弗拉佩勒
弗拉佩勒（法語：Frapelle，法語發音：[fʁapɛl] ⓘ）是法国大東部大區孚日省的一个市镇，属于孚日圣迪耶区。

## 地理
弗拉佩勒（48°17'39"N, 7°3'50"E）面积4.55 平方千米，位于法国大東部大區孚日省，该省份为法国东北部内陆省份，北起默兹省和默尔特-摩泽尔省，西接上马恩省，南至上索恩省和贝尔福地区省，东临上莱茵省和下莱茵省。
与弗拉佩勒接壤的市镇（或旧市镇、城区）包括：莱瑟、吕斯、奈蒙莱福斯、法沃河畔纳维莱尔、小福斯、勒伯莱、孔布里蒙。

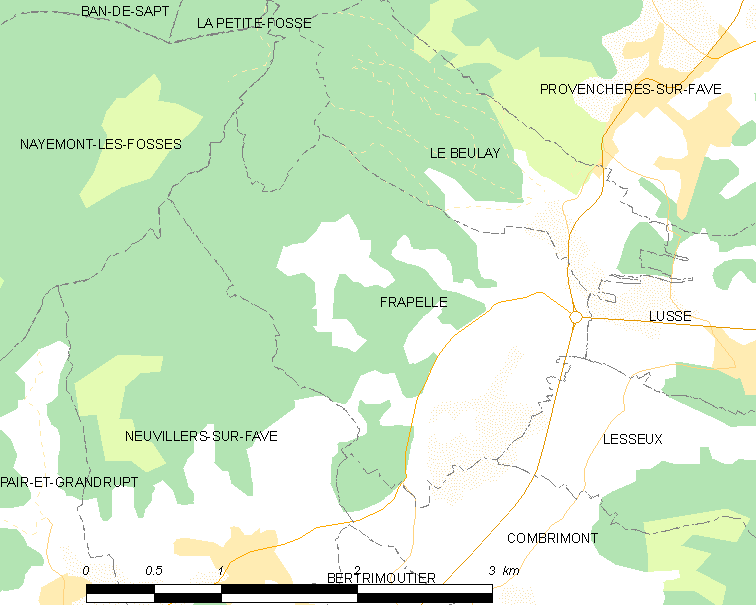
弗拉佩勒的OSM定位图

弗拉佩勒的时区为UTC+01:00、UTC+02:00（夏令时）。

## 行政
弗拉佩勒的邮政编码为88490，INSEE市镇编码为88182。

## 政治
弗拉佩勒所属的省级选区为孚日圣迪耶第二县。

## 人口

1962-2008年间弗拉佩勒人口变化图示

弗拉佩勒于2022年1月1日时的人口数量为199人。